# Nephthea striata
Nephthea striata är en korallart som beskrevs av Kükenthal 1903. Nephthea striata ingår i släktet Nephthea och familjen Nephtheidae. Inga underarter finns listade i Catalogue of Life.